# Quand vous lirez ce livre
Quand vous lirez ce livre (Ways to Live Forever) est un roman écrit par l’autrice anglaise Sally Nicholls et traduit en français par Xavier d'Almeida.

## Histoire
Ce roman raconte la vie difficile de Sam, un garçon âgé de onze ans. Il est atteint d'une leucémie et collectionne les histoires et les objets incroyables. Le jeune garçon sait cependant que sa vie se terminera bientôt.

## Caractéristiques
- Broché: 272 pages
- Éditeur : Pocket Jeunesse (16 octobre 2008)  (ISBN 978-2266179492)[1]

## Prix
- 2008 : Waterstone's Children's Book Prize (en)
- 2008 : Glen Dimplex New Writers Award (Irlande)
- 2009 : Deutscher Jugendliteraturpreis (nomination)
- 2009 : Prix Branford Boase (nomination)
- 2009 : Bristol-based Concorde Children's Book Award[2]